# 양회두 가옥
양회두 가옥은 대한민국 전라남도 화순군 도곡면 월곡리에 있다. 2002년 7월 31일 화순군의 향토문화유산 제6호로 지정되었다.